# 麓みどり
麓 みどり（ふもと みどり、1968年‐）は、日本の長距離走の選手だった。彼女はDEODEO Athletic Club for Womenに所属している。現姓は清水。
1992年、彼女はハーフマラソンで最高の時間、1時間9分38秒で記録を樹立した。この記録は、リサ・ジェーン・ウェイトマンに破られるまで18年間続いた。2000年に清水康次と結婚。

## 実績
| 年     | トーナメント           | 会場         | 結果  | イベント                             |
| ------ | ---------------------- | ------------ | ----- | ------------------------------------ |
| 1992   | 国際千葉駅伝           | 千葉県、日本 | 1日   | 駅伝-日本代表の1人目のランナーとして |
| 1993   | 北京国際駅伝           | 北京         | 4日   | 駅伝-日本代表3位                     |
| 1995   | 国際千葉駅伝           | 千葉県       | 1日   | 駅伝-日本代表6位                     |
| 1998   | 中国女性駅伝           | 広島、日本   | 1日   | 駅伝-DEODEOの5番目のランナーとして   |
| 1999   | 中国女性駅伝           | 広島、日本   | 2番目 | 駅伝-DEODEOの5番目のランナーとして   |
| 2000年 | 名古屋国際女子マラソン | 名古屋、日本 | 4日   | マラソン                             |
|        | 中国女性駅伝           | 広島、日本   | 1日   | 駅伝-DEODEOの最初のランナーとして    |
|        | 全日本女子駅伝         | 岐阜、日本   | 6日   | 駅伝-DEODEOの6番目のランナーとして   |
| 2001   | 全日本女子駅伝         | 岐阜、日本   | 5日   | 駅伝-DEODEOの4人目のランナー         |
| 2002   | 中国女性駅伝           | 広島、日本   | 5日   | 駅伝-DEODEOの4人目のランナー         |

## 参照資料
1. ↑  Kemp (2010年7月4日). “Hunt, Weightman take half marathon glory”.   GoldCoast.com. 2010年12月31日閲覧。